# Línea de Porto a Póvoa y Famalicão
La Línea de Porto a Póvoa y Famalicão, igualmente conocida como Línea del Litoral del Miño o Línea de Póvoa, fue un ferrocarril de vía estrecha en Portugal, que unía la ciudad de Oporto con las localidades de Póvoa de Varzim y Famalicão. El primer tramo, entre las Estaciones de Porto-Boavista y Senhora da Hora, fue inaugurado el 1 de octubre de 1875, llegando la línea a Famalicão el 12 de  junio de 1881.

## Características

### Descripción física
Esta línea unía la ciudad de Oporto a Famalicão, pasando por Póvoa de Varzim. La principal plataforma de esta línea era la estación terminal de Porto-Boavista, que fue sustituida por la Estación de Porto-Trindade en 1932. En la Estación de Senhora da Hora, había un enlace con la Línea de Guimarães. En la Estación de Famalicão, donde era establecida la conexión con la Línea del Miño, existían infraestructuras propias para servir a la Línea de Póvoa.
El ancho original era de 900 mm, pero la vía fue completamente convertida, en 1930, a ancho métrico.

### Material circulante
La Compañía de Porto a Póvoa y Famalicão poseía dos locomotoras a vapor, del sistema Fairlie, construidas por la Vulcan Foundry en 1875, que fueron las únicas en Portugal con comandos duples y una cabina en el centro.
Entre 1954 y 1955, comenzaron a ser utilizados, en esta línea, los automotores de la CP Serie 9300, que serían sustituidas por composiciones remolcadas por las locomotoras de la CP Serie 9000 en la década de 1990. También circularon, en esta línea, los automotores de la CP Serie 9600.
En 1982, circulaban, entre las Estaciones de Porto-Trindade y Póvoa de Varzim, composiciones remolcadas por locomotoras de la CP Serie 9020.

## Historia

### Planificación, construcción e inauguración
El 19 de junio de 1873, el Barón de Kessler y Temple Ellicot fueron autorizados a construir y explotar una conexión ferroviaria, con ancho de 900 milímetros, entre las ciudades de Oporto y de Póvoa de Varzim, sin ningún apoyo del estado; un despacho del 30 de diciembre de 1873 retrasó el traspaso de la concesión para la Companhia do Porto à Póvoa e Famalicão, que fue formada expresamente para aquel fin, habiendo una ordenanza del 9 de abril de 1874 validado el proceso. Las obras discurren sin grandes problemas, siendo el primer tramo, entre Boavista, en la ciudad de Oporto, y la Estación de Póvoa de Varzim inaugurado el 1 de octubre de 1875. Como estaba previsto, la línea fue construida en un ancho de 900 milímetros, siendo esta la primera línea con vía estrecha en Portugal.
La Compañía obtuvo, el 19 de diciembre de 1876, la autorización para continuar el ferrocarril hasta Famalicão, donde se iba a unir a la Línea del Miño; la construcción no sufrió incidentes, habiendo llegado la línea a Fontainhas el 7 de agosto de 1878, y hasta Famalicão el 12 de  junio de 1881.

### Formación de la Compañía de los Ferrocarriles del Norte de Portugal y alteración de ancho
Una ley del 20 de junio de 1912 estableció las condiciones para autorizar la fusión entre las Compañías del Ferrocarril de Guimarães y de Porto a Póvoa e Famalicão; uno de los varios puntos se refirió al aumento del ancho en la Línea de Porto a Póvoa e Famalicão, hasta 1 metro. El proceso de fusión fue atrasado por varios problemas, incluyendo el comienzo de la Primera Guerra Mundial, siendo ambas compañías fundidas, el 14 de enero de 1927, en la Compañía de los Ferrocarriles del Norte de Portugal; el nuevo contrato, firmado el 8 de agosto del mismo año, estableció la alteración del ancho en esta Línea, como había sido, anteriormente, acordado. Las obras de ampliación de la vía, terminadas en 1930, fueron efectuadas de forma rápida y eficaz, no se habían registrado interrupciones en la circulación ferroviaria.

### Conexión a Trofa y continuación de la Línea de Póvoa hasta Trindade

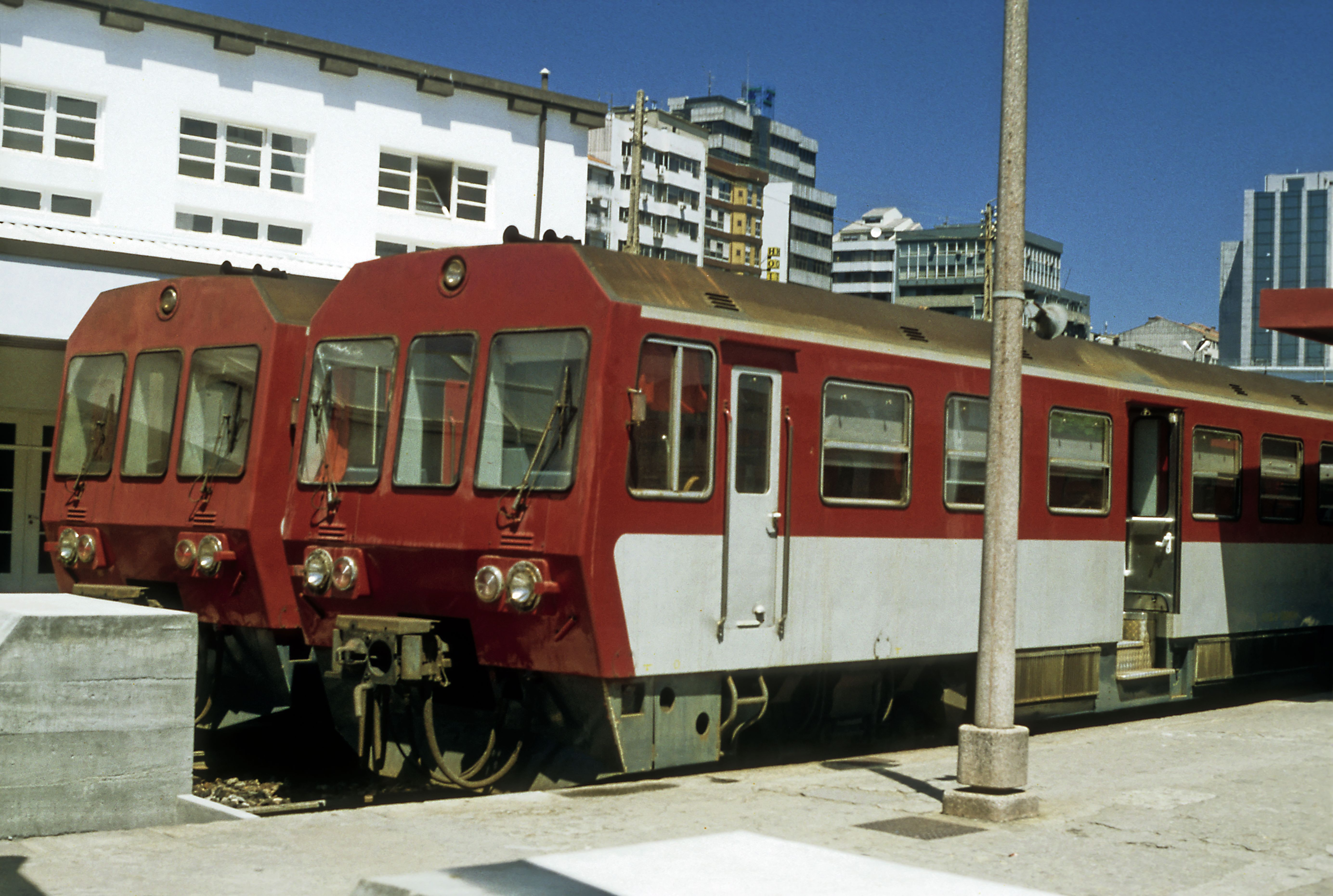
Estación de Porto-Trindade, antes de la renovación.

Otra de las condiciones para la fusión entre las dos compañías, conforme a lo ordenado por la ley del 20 de junio de 1912, era la construcción de un ramal, entre las estaciones de Mindelo, en la Línea de Póvoa, y Lousado, en la Línea de Guimarães, de forma que uniese las dos redes; las empresas pidieron, no obstante, que el trazado fuese modificado, de forma que se iniciase en el tramo entre las Estaciones de Senhora da Hora y Pedras Rubras de la Línea de Póvoa, y terminase en Trofa, pasando por São Pedro de Avioso, lo que fue aceptado por el decreto 12568, del 26 de octubre de 1926. Esta línea entró en servicio el 14 de marzo de 1932.
La continuación de la Línea hasta Trindade, en la ciudad de Oporto, fue autorizada a la Compañía del Camino de Hierro de Porto a Póvoa y Famalicão el 20 de enero de 1913, con una garantía de intereses del 9 %, que fue, posteriormente, reducido al 7,5%, por el Decreto n.º 12988; este documento también autorizó a la Compañía a construir conexiones hasta Braga, Esposende y Barcelos. La apertura a la explotación de la Estación de Trindade se efectuó, no obstante, el 30 de octubre de 1938, debido a varios incidentes, que retrasaron las obras.

### Segunda mitad delsigloXXy cierre

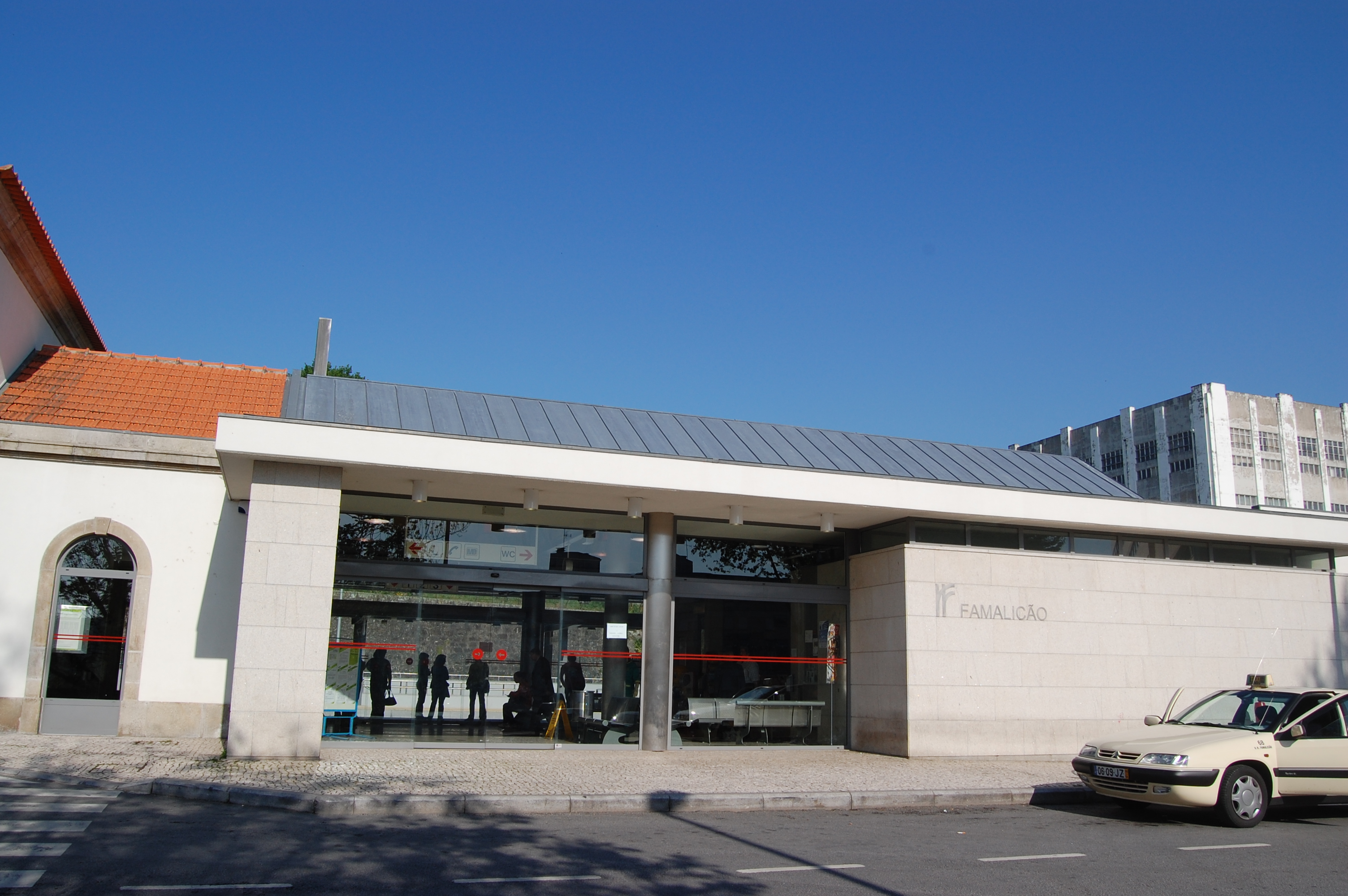
Estación de Famalicão.

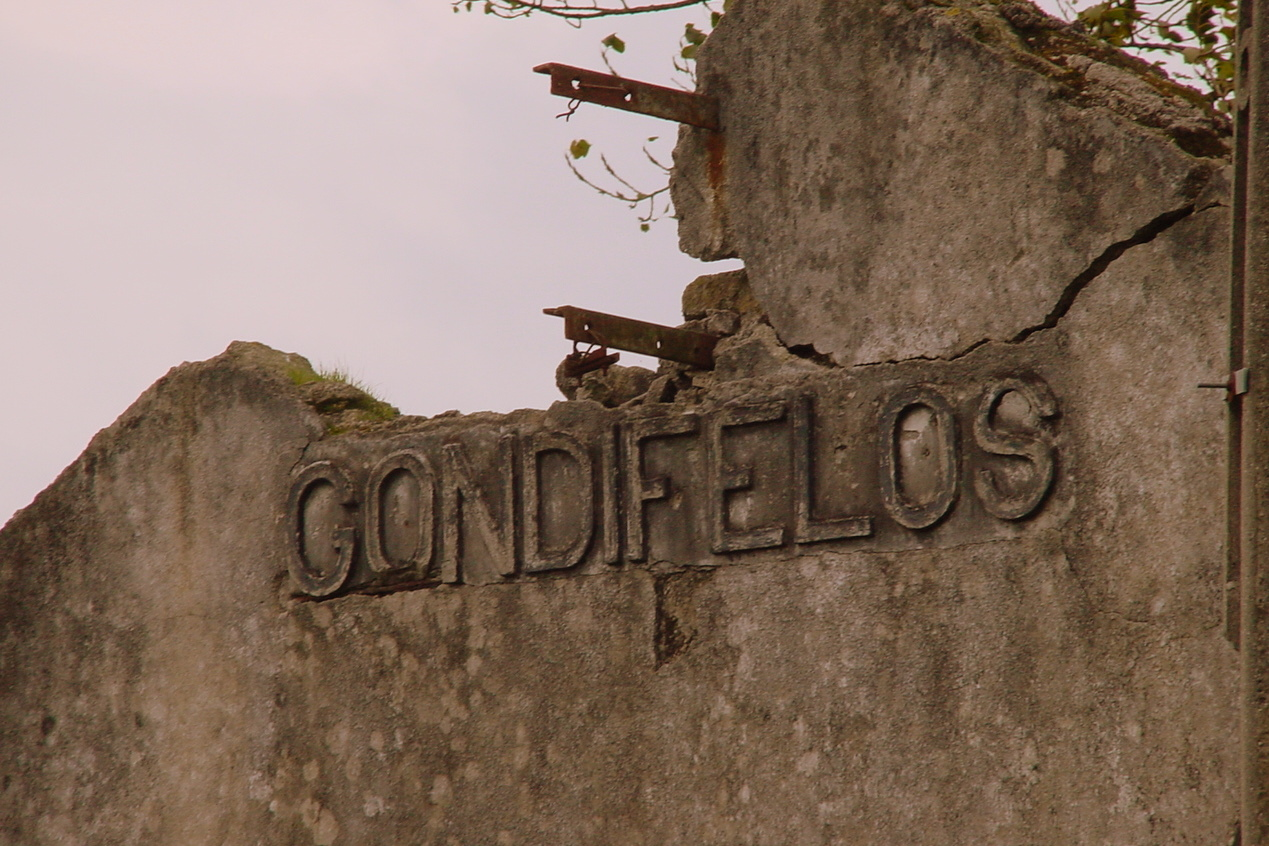
Estación de Gondifelos

A partir de la década de 1960, esta línea conoció un aumento inesperado en el movimiento de pasajeros, fruto del crecimiento urbano de la zona metropolitana de Porto; este descenso abrupto en la demanda se volvió insostenible para los recursos existentes.
En 1991, existía un proyecto de electrificación para esta línea, razón por la cual los automotores de la CP Serie 9630, que entraron en servicio en ese año con vista a reforzar la oferta, vinieron preparados para su adaptación a la tracción eléctrica.
En la década de 1990, fueron introducidos nuevos horarios, que mejoraban considerablemente la calidad de los servicios, al agruparlos en familias de destinos, frecuencias y paradas diferentes; esto resultó en una optimización del material circulante disponible y de los recursos humanos.
La línea fue cerrada para ser sustituida por el Metro de Oporto; el 28 de abril de 2001, fue cerrado el primer tramo, entre Trindade y Senhora da Hora, la circulación en el tramo siguiente, entre Senhora da Hora y Póvoa de Varzim, fue oficialmente suspendida la media noche del 24 de febrero de 2002.
El resto tramo, entre la Póvoa de Varzim y Vila Nova de Famalicão, se encuentra a ser convertido en una ciclovia. El recorrido entre Gondifelos y Famalicão ya se encuentra abierto, mientras que la transformación del tramo entre la Póvoa de Varzim y Balasar ya se encontraba aprobada en agosto de 2009.